# Banalizacja
Banalizacja – techniczne przystosowanie szlaku kolejowego
do kursowania pociągów po każdym z torów szlakowych w obu kierunkach. Umożliwia to prowadzenie ruchu kolejowego po torze sąsiednim niejako "pod prąd" podczas prac modernizacyjnych, awarii czy też w celu wyprzedzenia (lub przepuszczenia) innego pociągu.
Na większości sieci kolejowych ruch pociągów na szlakach dwutorowych jest prowadzony w jednym kierunku po jednym torze. Tytułem przykładu – w Polsce obowiązuje ruch prawostronny tj. pociągi poruszają się prawym torem patrząc w kierunku jazdy. W zależności od zainstalowanych urządzeń sterowania ruchem kolejowym, ruch pociągów drugim (lewym) torem jest możliwy i obwarowany dodatkowymi procedurami (np. koniecznością pobrania pisemnego rozkazu zezwalającego na wjazd na ten tor lub wyświetleniem dodatkowego sygnału informującego maszynistę o wjeździe na tor w kierunku przeciwnym do zasadniczego). Dodatkowo, sygnalizacja przy jeździe "pod prąd" jest również inna niż w przypadku jazdy normalnej – na sieci PLK na szlaku dwutorowym maszynista obserwuje semafory i wskaźniki ustawione po lewej stronie toru, po którym jedzie, podczas gdy przy ruchu normalnym sygnalizacja znajduje się po prawej stronie toru.
W przypadku banalizacji szlaku kolejowego sygnalizacja jest identyczna dla obydwu torów (tj. w przypadku PLK usytuowana po prawej stronie każdego z torów szlakowych) a wjazd na każdy z torów odbywa się przy zachowaniu tych samych procedur, niezależnie od usytuowania toru względem kierunku jazdy.